# 理查德·斯特宾斯
理查德·斯特宾斯（英語：Richard Stebbins，1945年6月14日—），美国男子田径运动员，主攻短跑。他曾代表美国参加1964年夏季奥林匹克运动会田径比赛，获得男子4×100米接力金牌。